# Filarete de Calabria
Filarete, dijeron de Calabria o el jardinero (Palermo, 1020 - Palmi, 1070), fue un abad asceta del siglo XI. Es venerado como santo por la Iglesia católica y la Iglesia Ortodoxa.

## Biografía
Nació en Palermo en 1020, en una familia de origen calabrés deportado a Sicilia por los sarracenos, y posteriormente puesto en libertad. De vuelta en Calabria en 1040, Filarete vivió en Reggio Calabria y luego se trasladó al monasterio de San Elías de pie en el monte Aulinas en Palmi. Más tarde también vivió en Sinopoli y luego regresar a la montaña Aulinas bajo la dirección de Orestes, donde pasó los últimos 25 años de su vida.